# 劉偉仁
劉偉仁（1963年3月23日—2011年6月23日），桃園市人。歌手，也是詞曲創作人與製作人，知名作品有薛岳《如果還有明天》、彭佳慧《敲敲我的頭》等。

## 演藝生涯

### 樂團與幕後工作
劉偉仁小學開始學習古典鋼琴，初中學習古典吉他，奠定他日後的音樂基礎。多才多藝的劉偉仁就讀國立師大附中時，便組成「激蕩合唱團」（合唱團即今日所謂樂團）在校內外表演，是校園裡的風雲人物；此外也是擊劍好手，曾代表母校參賽，奪得全國擊劍比賽高中組個人組冠軍。
1982年，劉偉仁以19歲之齡獲邀擔任李亞明《透明人》專輯的製作人，並帶領「藍天使合唱團」隨著李亞明巡迴演出；也因為李亞明的關係，劉偉仁認識了「幻眼合唱團」主唱薛岳，結為好友，曾為薛岳的專輯創作多首詞曲。薛岳過世後，劉偉仁也一度接手擔任「幻眼合唱團」主唱。
劉偉仁的才華獲得劉文正賞識，曾邀請他擔任飛鷹唱片音樂總監，也是旗下藝人「飛鷹三姝」（裘海正、方文琳、伊能靜）的音樂老師，隨著飛鷹三姝巡迴演出。

### 《如果還有明天》
1989年，薛岳得知自己罹患肝癌，來日無多，加緊策劃最後一張個人專輯《生老病死》。專輯概念分為生、老、病、死四個部分，劉偉仁分配到「死」的部分，他以貼近薛岳當時的身心狀態，為好友寫下《如果還有明天》一曲，傳達對生命的珍惜與熱愛，成為華語流行樂壇的經典作品。
《如果還有明天》後來也收入劉偉仁的個人專輯與其他合輯，譚詠麟曾翻唱為粵語歌《過活》，信樂團、賴銘偉等歌手陸續翻唱過此曲，盛行不衰。

### 自殺與重生
劉偉仁長年有眼角膜病變、氣胸等宿疾纏身，又染上酗酒、嗑藥等惡習，加上對音樂未來感到無望，思想越發偏激。解嚴後，劉偉仁無故被台北市警察硬逼剪去長髮，這起剪髮風波讓他更加憤世，多次以上吊、跳樓等方式尋死不成，徒增身體折磨。在女友的陪伴與宗教的力量下，才逐漸走出這段低潮歲月，持續在音樂路上奮鬥。他重返EZ5駐唱十餘年，駐店年資僅次於黃小琥。
2006年，劉偉仁實現多年的理想，開辦「劉偉仁聲音藝術學校」，希望透過教育傳承，廣布音樂的種子，讓優良的音樂觀念得以向下一代扎根，因此也被尊稱為「劉校長」。

### 病逝
2011年4月，劉偉仁惡性腫瘤病發送醫，腫瘤壓迫脊椎神經，導致下半身癱瘓；經診斷肝臟、肺部也出現腫瘤。因無力負擔龐大醫藥費，演藝圈友人舉辦了「向劉偉仁致敬」聯合演唱會、「因愛活著」演唱會，為他募款祈福。演唱會結束不過數日，劉偉仁於6月23日病逝，享年48歲，7月2日舉辦追思會，遺體火化葬於金山基督教平安園。

### 遺作發表
劉偉仁生前未發表過的作品《ㄚ巴巴》，改編版本先在2012年被選為同名電影的主題曲《陣頭》而廣受歡迎，原曲在2021年3月23日劉偉仁58歲冥誕時由豐華唱片發行，並在KKBOX、friDay、MyMusic、Spotify、Apple Music、YouTube Music等數位平台上架。

## 家庭
劉偉仁家中共4個兄弟姊妹，從小學習鋼琴，長大後只有劉偉仁繼續走上音樂路。1988年，父親過世，劉偉仁曾創作《蜘蛛網》一曲紀念父親。
劉偉仁與女友「娃娃」交往多年，一度論及婚嫁，但自覺經濟狀況不穩，最終仍未娶她入門。

## 演藝作品

### 專輯
| 發行日期   | 專輯名稱                                | 發行公司      | 曲目 |
| ---------- | --------------------------------------- | ------------- | --- |
| 1991年     | 《其實我真的想》 （页面存档备份，存于） | 麥羅唱片      | 曲目 1. 我的故事 2. 其實我真的想 3. 剎那表情 4. 人之初 5. 第五季 6. 離身靈魂 7. Looking For Love 8. 我這種人 9. 天堂是否有希望                |
| 2002年     | 《如果還有明天》 （页面存档备份，存于） | 常喜音樂      | 曲目 1. 如果還有明天 2. 彈弓皮孩 3. 夜空 4. 紅杏出牆 5. 甘心被牽連 6. 墜落 7. 蜘蛛網 8. 清道夫 9. 姑娘 10. 你還是亂說                         |
| 2011年11月 | 《劉偉仁創作集》 （页面存档备份，存于） | iCD銀河愛音樂 | 曲目 1. 我的故事 2. 其實我真的想 3. 剎那表情 4. 人之初 5. 第五季 6. 離身靈魂 7. Looking For Love 8. 我這種人 9. 天堂是否有希望 10. 守住你的心 |

### 合輯
| 發行日期   | 專輯名稱                                      | 發行公司 | 備註                                                                                                 |
| ---------- | --------------------------------------------- | -------- | --- |
| 1997年1月  | 《PUB英雄會2》 （页面存档备份，存于）         | 上華     | - 收錄《如果還有明天》                                                                               |
| 1998年1月  | 《1997年度國語總冠軍》 （页面存档备份，存于） | 上華     | - 收錄《如果還有明天》                                                                               |
| 1999年1月  | 《PUB不夜城》 （页面存档备份，存于）          | 常喜音樂 | - 收錄《如果還有明天》、《Hotel California》、《Have I Told You Lately》、《Profession Of Violence》 |
| 2006年11月 | 《聽見生命的光彩2》                           | 喜瑪拉雅 | - 愛盲公益專輯，收錄《殞落》                                                                         |

### 詞曲作品
| 作曲／作詞 | 歌名                                                      | 演唱者 | 收錄專輯            |
| ---------- | --------------------------------------------------------- | ------ | ------------------- |
| 作曲       | 《透明人》 （页面存档备份，存于）                         | 李亞明 | 《透明人》          |
| 作詞       | 《共鳴點》 （页面存档备份，存于）                         | 李亞明 | 《透明人》          |
| 作詞       | 《釘起來》 （页面存档备份，存于）                         | 李亞明 | 《透明人》          |
| 作曲作詞   | 《魔》 （页面存档备份，存于）                             | 李亞明 | 《透明人》          |
| 作曲作詞   | 《特色》 （页面存档备份，存于）                           | 李亞明 | 《透明人》          |
| 作詞       | 《再寫一首情歌》 （页面存档备份，存于）                   | 李亞明 | 《透明人》          |
| 作曲作詞   | 《親愛的》 （页面存档备份，存于）                         | 李亞明 | 《透明人》          |
| 作曲       | 《放大鏡》 （页面存档备份，存于）                         | 李亞明 | 《透明人》          |
| 作曲作詞   | 《鷹族》 （页面存档备份，存于）                           | 李亞明 | 《鷹族》            |
| 作曲作詞   | 《鷹雄》 （页面存档备份，存于）                           | 李亞明 | 《鷹族》            |
| 作曲作詞   | 《流行英雄》 （页面存档备份，存于）                       | 李亞明 | 《酷》              |
| 作曲作詞   | 《我不在乎自己屬於妳心中那個角落》 （页面存档备份，存于） | 李亞明 | 《酷》              |
| 作曲作詞   | 《裂縫》 （页面存档备份，存于）                           | 薛岳   | 《天梯》            |
| 作曲作詞   | 《空虛的眼眶》 （页面存档备份，存于）                     | 薛岳   | 《不要在街上吻我》  |
| 作曲作詞   | 《超級巨星》 （页面存档备份，存于）                       | 薛岳   | 《搖滾舞台》        |
| 作詞       | 《夢醒》 （页面存档备份，存于）                           | 薛岳   | 《搖滾舞台》        |
| 作詞       | 《新的塑造》 （页面存档备份，存于）                       | 薛岳   | 《搖滾舞台》        |
| 作曲作詞   | 《如果還有明天》 （页面存档备份，存于）                   | 薛岳   | 《生老病死》        |
| 作曲作詞   | 《敲敲我的頭》 （页面存档备份，存于）                     | 彭佳慧 | 《敲敲我的頭》      |
| 作曲作詞   | 《你走了嗎》 （页面存档备份，存于）                       | 蘇芮   | 《牽手》            |
| 作曲       | 《送我回家》 （页面存档备份，存于）                       | 方文琳 | 《送我回家》        |
| 作曲       | 《她的心是個巨大的修車廠》 （页面存档备份，存于）         | 張艾嘉 | 《你愛我嗎？》      |
| 作曲       | 《前景》 （页面存档备份，存于）                           | 鳳飛飛 | 《彤彩》            |
| 作曲       | 《孤獨邊緣》 （页面存档备份，存于）                       | 李麗芬 | 《梳子與刮鬍刀》    |
| 作曲作詞   | 《我的故事》 （页面存档备份，存于）                       | 劉偉仁 | 《其實我真的想》    |
| 作詞       | 《其實我真的想》 （页面存档备份，存于）                   | 劉偉仁 | 《其實我真的想》    |
| 作曲作詞   | 《剎那表情》 （页面存档备份，存于）                       | 劉偉仁 | 《其實我真的想》    |
| 作曲作詞   | 《人之初》 （页面存档备份，存于）                         | 劉偉仁 | 《其實我真的想》    |
| 作曲       | 《第五季》 （页面存档备份，存于）                         | 劉偉仁 | 《其實我真的想》    |
| 作曲作詞   | 《離身靈魂》 （页面存档备份，存于）                       | 劉偉仁 | 《其實我真的想》    |
| 作曲作詞   | 《我這種人》 （页面存档备份，存于）                       | 劉偉仁 | 《其實我真的想》    |
| 作曲       | 《天堂是否有希望》 （页面存档备份，存于）                 | 劉偉仁 | 《其實我真的想》    |
| 作曲作詞   | 《彈弓皮孩》 （页面存档备份，存于）                       | 劉偉仁 | 《如果還有明天》    |
| 作詞       | 《紅杏出牆》 （页面存档备份，存于）                       | 劉偉仁 | 《如果還有明天》    |
| 作曲作詞   | 《甘心被牽連》 （页面存档备份，存于）                     | 劉偉仁 | 《如果還有明天》    |
| 作曲作詞   | 《墜落》 （页面存档备份，存于）                           | 劉偉仁 | 《如果還有明天》    |
| 作曲作詞   | 《蜘蛛網》 （页面存档备份，存于）                         | 劉偉仁 | 《如果還有明天》    |
| 作曲作詞   | 《姑娘》 （页面存档备份，存于）                           | 劉偉仁 | 《如果還有明天》    |
| 作曲作詞   | 《你還是亂說》 （页面存档备份，存于）                     | 劉偉仁 | 《如果還有明天》    |
| 作曲作詞   | 《殞落》                                                  | 劉偉仁 | 《聽見生命的光彩2》 |
| 作曲       | 《守住你的心》 （页面存档备份，存于）                     | 劉偉仁 | 《劉偉仁創作集》    |
| 作曲作詞   | 《陣頭》 （页面存档备份，存于）                           | 柯有倫 | 《陣頭》電影原聲帶  |

### 舞台劇
| 年度   | 合作劇團   | 劇名         | 飾演                           | 合作演員                                                                                 |
| ------ | ---------- | ------------ | ------------------------------ | ---------------------------------------------------------------------------------------- |
| 1992年 | 屏風表演班 | 《莎姆雷特》 | 劉仁偉、莎姆雷特、霍拉旭、兵士 | 李國修、金智娟、陳繼宗、郭子乾、曾國城、劉令儀、李曉蕾、石幸宜、呂孔維、劉珊珊、張紉美等 |